# Кота нула: Във вашия дом
Кота нула: Във вашия дом (на английски: Ground Zero: In Your House) е седемнадесетото pay-per-view събитие от поредицата Във вашия дом, продуцирано от Световната федерация по кеч (WWF). Събитието се провежда на 7 септември 1997 г. в Луисвил, Кентъки.

## Обща информация
Това е първото тричасово Във вашия дом PPV, а също и първото, което използва лозунга „In Your House“ като подзаглавие, а не като основно заглавие.
На събитието се оспорват седем мача. Главното събитие е Шон Майкълс срещу Гробаря. Също така, Брет Харт побеждава Патриотът, за да запази Световната титла в тежка категория на WWF. Хедбенгърс (Мош и Трашър) спечелват вакантните Световни отборни титли на WWF в елиминационен мач, а Брайън Пилман побеждава Златен прах. Поради предварителни уговорки, мениджърът / съпругата на Златен прах (сюжетна линия и реалния живот) Марлена, трябва да стане личен асистент на Пилман за 30 дни.

## Резултати
| №                                         | Резултати | Правила                                                               | Време |
| ----------------------------------------- | --- | --------------------------------------------------------------------- | ----- |
| 1                                         | Брайън Пилман побеждава Златен прах (с Марлена) | Индивидуален мач                                                      | 11:06 |
| 2                                         | Брайън Кристофър поб. Скот Путски чрез отброяване | Индивидуален мач                                                      | 04:45 |
| 3                                         | Савио Вега поб. Кръш и Фарук | Мач Тройна заплаха                                                    | 11:37 |
| 4                                         | Макс Мини поб. Ел Торито | Индивидуален мач                                                      | 09:21 |
| 5                                         | Хедбенгърс (Мош и Трашър) поб. Годуин (Хенри O. Годуин и Финиъс И. Годуин), Легионът на смъртта (Животното и Ястреба) и Оуен Харт и Британския Булдог | Четворен отборен елиминационен мач за Световните отборни титли на WWF | 17:15 |
| 6                                         | Брет Харт (ш) поб. Патриотът чрез предаване | Индивидуален мач за Световната титла в тежка категория на WWF         | 19:20 |
| 7                                         | Шон Майкълс срещу Гробаря приключва с равенство | Индивидуален мач                                                      | 16:20 |
| - (ш) – указва шампиона/шампионите в мача | |                                                                       |       |